# Paweł Kleszcz
Paweł Kleszcz (ur. 23 czerwca 1969 w Warszawie) – polski aktor, dyrektor Teatru im Aleksandra Sewruka w Elblągu od 2023.

## Życiorys
Absolwent PWST w Warszawie (1993). Zagrał w ponad 1500 przedstawieniach teatralnych w ponad 40 sztukach, występował w wielu filmach i produkcjach telewizyjnych. Przez wiele lat pracował w warszawskim Teatrze Syrena.
Lektor radiowy, nagrał ponad 1000 reklam radiowych, dubbingował pod kierunkiem takich reżyserów jak Ewa Złotowska czy Barbara Sołtysik. Współpracował z Polskim Radiem, Teatrem Polskiego Radia ze stacjami: Kolor, Eska, RDC, Wawa, Pogoda i innymi prywatnymi studiami nagrań.
Konferansjer, komentator i prowadzący, poprowadził ponad 2000 imprez, wydarzeń i spotkań biznesowych, sportowych, estradowych, konferansjer największych imprez jeździeckich w Polsce.
Szkolenia, które prowadzi i współprowadzi związane są z komunikacją, komunikacją asertywną, prezentacją, autoprezentacją, zasadami biznesowego „savoir-vivre”, a ostatnio także sztuką prowadzenia szkoleń. Szkolił pracowników organizacji: państwowych, handlowych, bankowych i produkcyjnych.
W czerwcu 2023 zarząd województwa warmińsko mazurskiego zatwierdził go na nowego dyrektora Teatru im Aleksandra Sewruka w Elblągu. Urząd objął 1 września 2023, zastępując dotychczasowego od 2003 roku dyrektora teatru Mirosława Siedlera.

## Filmografia
- 1993: Straszny sen Dzidziusia Górkiewicza – policjant
- 1993: Pora na czarownice – pielęgniarz
- 1994: Spółka rodzinna – funkcjonariusz Straży Miejskiej (odc. 11)
- 1994: Jest jak jest – pracownik Dumowicza w magazynie kostiumów TVP (odc. 4 i 12)
- 1995: Pułkownik Kwiatkowski
- 1995: Cwał
- 1996: Tajemnica Sagali – pachołek Bortiegerna (odc. 10 i 11)
- 1997: Sława i chwała – marynarz z wiadomością od Ariadny dla Myszyńskiego (odc. 2)
- 1997–2010: Klan – 2 role: kierownik składu budowlanego; znajomy Feliksa Nowaka
- 1997: Historie miłosne
- 1999: Policjanci – policjant z patrolu (odc. 1)
- 1999: Ogniem i mieczem – Mołojec
- 1999: Dług
- 2000: Przeprowadzki – oficer (odc. 3)
- 2000: Ogniem i mieczem – Mołojec
- 2000–2001: Adam i Ewa – policjant z VII Posterunku Policji w Gdyni
- 2000: 13 posterunek 2 – facet ze strzałą (odc. 8)
- 2002–2009: Samo życie – policjant (odc. 166, 213 i 366); klient Winiarni Kacpra (odc. 1338)
- 2002–2003: Kasia i Tomek – 2 role: członek Bractwa Świetlistej Nadziei, dzielnicowy Wesoły (I seria, odc. 12, głosy); policjant (seria II, odc. 25, głos)
- 2002: Chopin. Pragnienie miłości
- 2003: Pogoda na jutro – sprzedawca w sklepie RTV
- 2003–2012: Na Wspólnej – 2 role: policjant; doktor Szymkowicz
- 2003–2009: M jak miłość – klient wypożyczalni Zduńskich (odc. 116); pracownik pomocy drogowej (odc. 136); lekarz (odc. 709)
- 2004–2006: Plebania – facet (odc. 490 i 780); właściciel lombardu (odc. 1459)
- 2005: Przybyli ułani – ułan
- 2005: Na dobre i na złe – Radek, mąż Ani (odc. 217)
- 2005: Egzamin z życia – inspektor Puszkar (odc. 23)
- 2008: Skorumpowani
- 2008: Skorumpowani
- 2009: Siostry – prokurator (odc. 12)
- 2010: Usta usta – agent ubezpieczeniowy (odc. 22)
- 2010–2012: Hotel 52 – taksówkarz (odc. 8); mecenas Bruno Kłopocki (odc. 54)
- 2010–2011: Barwy szczęścia – Zalewski, ojciec Dawida (odc. 398); adwokat Marty (odc. 577)
- 2011: Los numeros – członek komisji Tele Loterii
- 2011: Czas honoru – lekarz (odc. 46)
- 2012: Julia – Artur Wilczyk
- 2012: Galeria – Przemysław Kucia (odc. 74)
- 2012: Pierwsza miłość jako lekarz
- 2014: Lekarze – lekarz ze szpitala powiatowego (odc. 52)